# Peskihaara (vattendrag, lat 67,40, long 28,10)
Peskihaara är ett vattendrag i Finland.   Det ligger i landskapet Lappland, i den norra delen av landet, 800 km norr om huvudstaden Helsingfors.